# 广州市新亚大酒店
广州的新亚大酒店位于中国广州市人民南路10-12号，是一间二星级酒店。
1927年由美国华侨集资兴建，由华南置业公司投资兴办，楼高9层，初拟名华南第一楼，不久命名为新亚酒店，店名为于右任手书，是当时广州著名酒店之一，业务包括旅业、戏堂、酒吧与中西餐，因为在管理上首次倡议“三不”（不赌博、不吸食鸦片、不嫖娼）而享有声誉。1928、1933年先后在香港德辅道中、上海开设分店。
日治广州期间被日军占为招待所，1946年复业，1956年公私合营，1983年装修改造，1989年被评为省级先进企业，2006年11月被商务部公布为第一批中华老字号。内有客房333间、中西餐厅、宴会厅、健身中心、美容中心、乒乓球室、商场等。